# ディエゴ・マリン・アギレラ
ディエゴ・マリン・アギレラ（スペイン語: Diego Marín Aguilera, 1757年 - 1799年）は18世紀にグライダー（オーニソプター）で飛んだという伝説のあるスペインの人物である。
コルーニャ・デル・コンデ(w:Coruña del Conde)で生まれた。父親を亡くした後、7人の兄弟ために農業や動物の世話をして働いた。水車の機能を改良する部品などの発明を行なった。
彼は、空を飛ぶワシに触発されて、空を飛ぶ機械を作りたいと考えた。6年間をかけて自らの考案で、木と鉄と布と、自ら作った罠で捕まえた鳥の羽毛を使った。捕まえた鳥の体重や大きさや翼の寸法から、機体の重量と大きさを決めた。鳥の飛行を注意深く観察し、村の鍛冶屋Joaquín Barberoとともに翼と尾部を組み立てた。1組の回転できる鋳鉄製のジョイントや、あぶみが付けられ、方向が変えられるクランクが付けられていた。
1793年5月15日の夜、鍛冶屋のBarberoおよび妹の一人を伴い、コルーニャ・デル・コンデの寺院の最も高い場所に機体を置き、満月の光の中でアギレラは「エル・ブルゴ・デ・オスマへ行って、その後ソリアまで行って、一両日中には帰ってくる」と宣言した。
アギレラは翼をはばたかさせて、5から6mの高さに飛び上がり、約360mの滑空に成功したが、翼のジョイントが壊れて地上に落下したとされる。仲間が駆けつけると、アギレラはかすり傷と打撲を負っただけで、鍛冶屋に対して、ジョイントが正しく作られていなかったことをののしった。

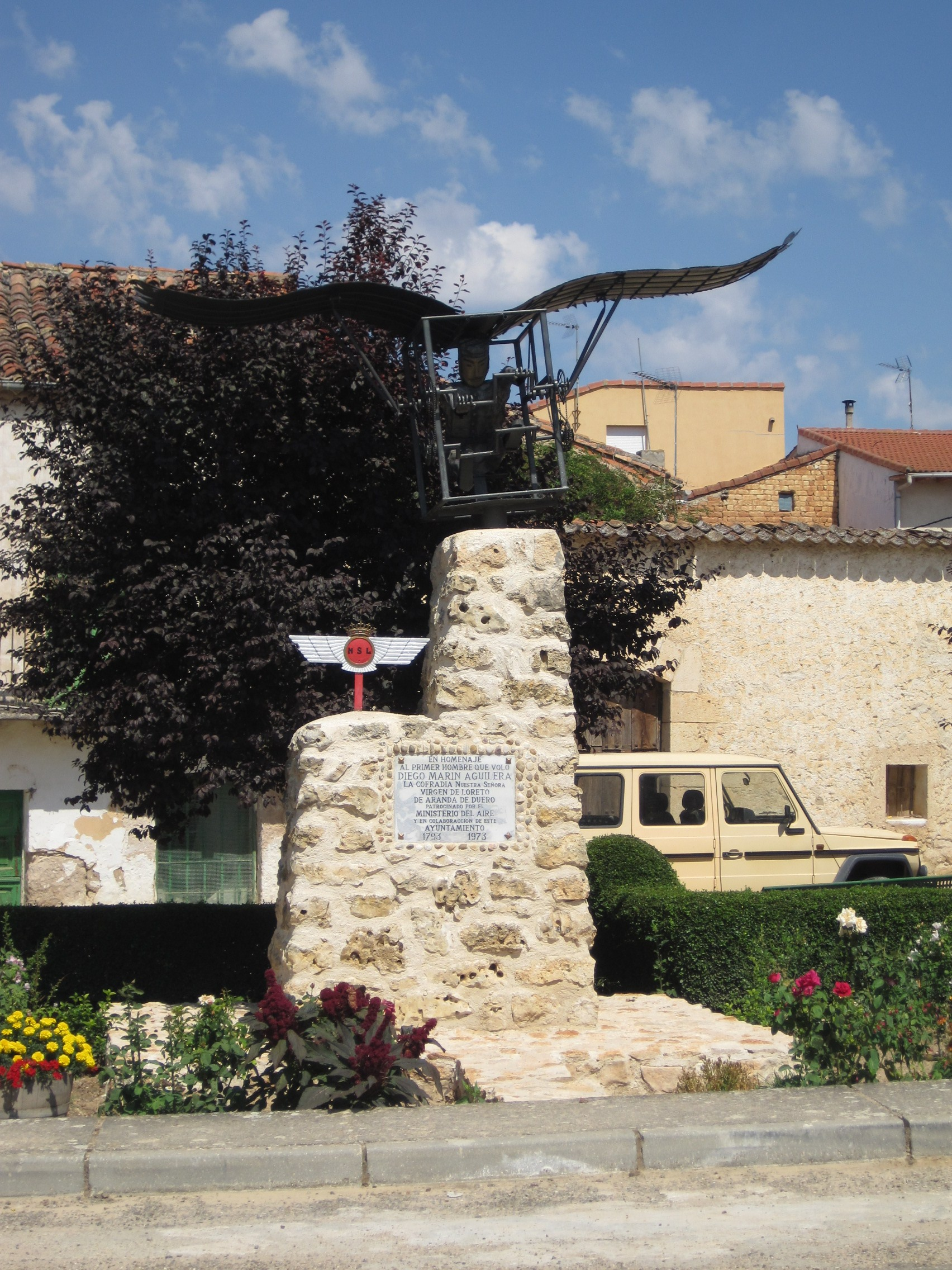
アギレラのグライダーを象った記念碑

街の人々はアギレラが狂ったと信じて、彼の飛行具を焼いてしまった。希望を失い、再び飛行を試みることなく6年後に、44歳で記録を残すことなく没した。近くの教会に埋葬された。
スペインでは航空の父と呼ばれ、アギレラの飛んだ寺院に空軍が記念碑を建てた。2002年にその寺院は崩れかけた建物を復元することを条件に、1ユーロで売り出された。